# Orientkohäger
Orientkohäger (Ardea coromanda) är en fågel i familjen hägrar inom ordningen pelikanfåglar. Den behandlades länge som underart till kohäger och dess artstatus är osäker då de inte genomförts någon specifik genetisk studie på dem båda, men flera tyngre auktoriteter väljer idag att behandla dem som två arter. Orientkohägern, precis som kohägern, har fått sitt namn efter att de är kända för att slå följe med, och till och med sitta på boskap.

## Kännetecken

### Utseende
Orientkohägern är en 46–56 cm lång häger med relativt kort näbb och hals och korta ben. I vinterdräkt är den helvit med grågröna eller svartaktiga ben och gul näbb. Under häckningstid har den vitt ansikte men i övrigt rostorange huvud, hals, mantel och övre delen av bröstet. Benen är då skärorange och näbben har rosaröd bas. I flykten är vingarna något mer rundade och vingslagen djupare än andra vita hägrar.

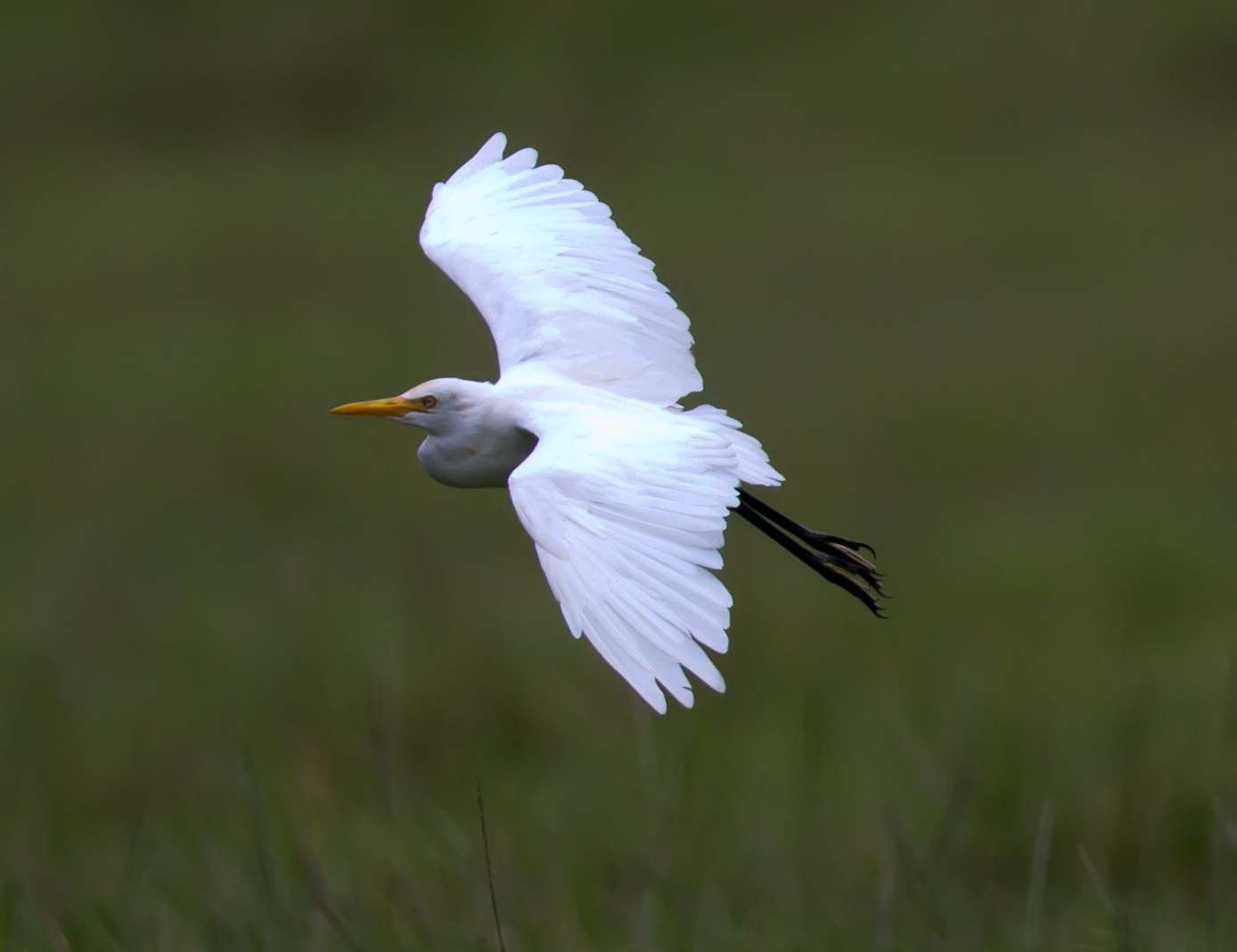
Orientkohäger utanför häckningstid i flykten.

Den västligare kohägern är något mindre med kortare hals, näbb och ben, med orange begränsat till hjässa och plymer på rygg och bröst. Benen är vidare aldrig svarta.

### Läte
Från häckningkolonierna men även annorstädes hörs ett kort, skällande "gooaa" eller "guwaa".

## Utbredning och systematik

### Systematik
Orientkohägern har tidigare oftast placerats som underart till kohäger och tillsammans har de då placerats i det egna släktet Bubulcus på grund av sin avvikande ekologi och morfologi. Senare studier av kärn-DNA och mitokondrie-DNA visar dock att Bubulcus tillhör samma klad och ligger inbäddad i Ardea, varför kohägern och orientkohägern numera ofta placeras i släktet Ardea.

### Utbredning
Orientkohägern förekommer i Sydasien och Ostasien till Indien, Australien samt Nya Zeeland. Den har vid några enstaka tillfällen i Förenade Arabemiraten och Oman.

## Ekologi
Orientkohägern påträffas i flockar i gräsområden, kring våtmarker, risfält och trädesmark, men även skogsöppningar och på soptippar. Som namnet avslöjar ses den ofta i sällskap med boskap, men även vilda djur som vattenbuffel, på jakt efter insekter som skräms upp. Den kan också ses sitta på djurens rygg där den plockar parasiter. På marken rör den sig lite ryckigt likt en duva. Till skillnad från andra hägerarter är den huvudsakligen insektsätare. Orientkohägern är en social art som ses i flockar både när den födosöker och när den tar nattkivst. Den häckar i kolonier.

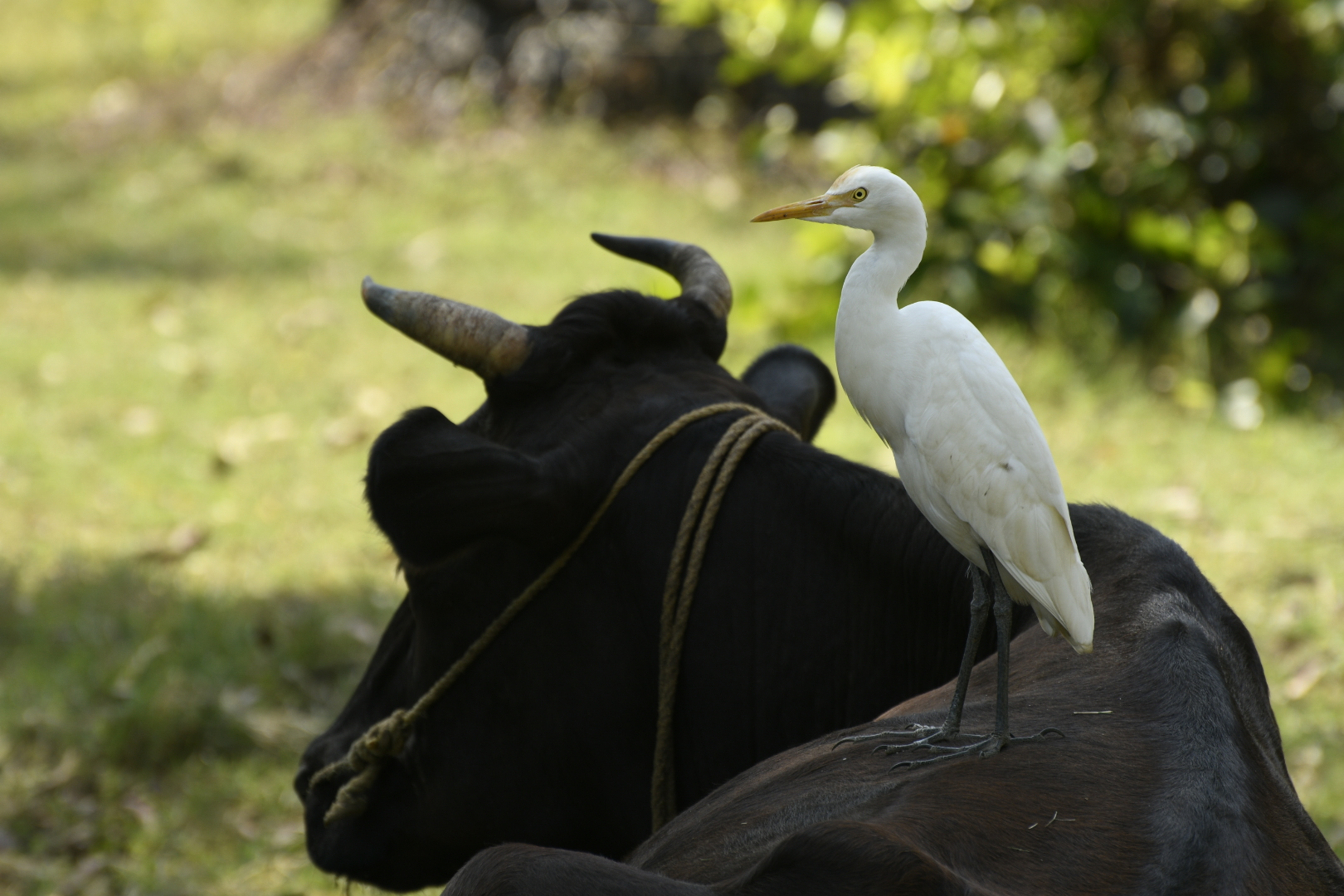
Orientkohägern ses ofta i närheten av boskap, inte sällan som här på deras rygg.

## Status och hot
IUCN erkänner den inte som art, varför den inte placeras i någon hotkategori. Den beskrivs som ganska vanlig.